# Adesmus facetus
Adesmus facetus es una especie de escarabajo longicornio del género Adesmus, categorizada en la tribu Hemilophini, de la subfamilia Lamiinae. Fue descrita por Martins & Galileo en 2008.

## Descripción
Mide 12,3 mm de longitud.

## Distribución
Se distribuye por Brasil.